# 林楚材
林楚材，五代十国南汉贺州富川县（今广西钟山县）人。
乾和年间，南汉中宗攻取贺州，林楚材成为番禺布衣。林楚材不求仕进，通数学，能写诗。左仆射黄损辞官归乡，在永州开辟别业，喜欢与林楚材一起唱和。赠黄损诗：“身闲不恨辞官早，诗好常甘得句迟”。大寶末年，有稻田从海中浮來上魚藻門外，百姓围聚而觀。林楚材嘆道：“水魚湫湫兮！”有好事之人記下其語。宋军至，潘美為都部署，这个人想到林楚材说的是“潘”字。